# Tawfik Abu Al-Huda
Tawfiq Abu Al-Huda (en arabe: توفيق ابو الهدى) est un homme politique jordanien né en 1895 et mort le 1er juillet 1956. Il fut premier ministre de l'Émirat de Transjordanie entre 1938 et 1944 puis premier ministre de la Jordanie à trois reprises : entre 1947 et 1950, entre 1951 et 1953 et un dernier mandat entre 1954 et 1955.  
Son second mandat est notamment marqué par la guerre israélo-arbe de 1948-1949.

## Notes et références

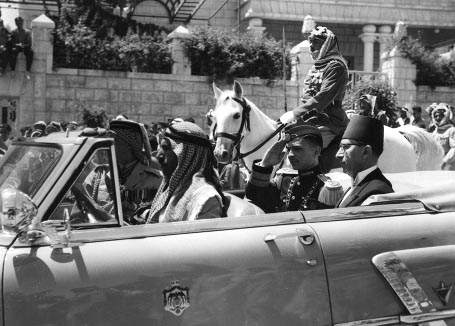
Tawfiq Abul Huda accompagné le roi Hussein lors de la cérémonie du trône en 1952.